# Ici阿尔萨斯
Ici阿尔萨斯（法語：Ici Alsace，直译：「这里阿尔萨斯」，法語發音：[isi alzas]），2025年1月5日以前称为France Bleu Alsace（法語發音：[fʁɑ̃s blø alzas]，直译为“蓝色法兰西阿尔萨斯”或“蓝色法国阿尔萨斯”），是法国的一家地方性广播电台，隶属于Ici广播。

## 历史
蓝色法兰西阿尔萨斯广播成立于1983年，其前身为1930年成立的斯特拉斯堡广播（Radio Strasbourg），后历经改制和更名，1975年，该广播被并入法国区域三号广播公司，并于1983年以“Radio France Alsace”的名号开播，其信号覆盖范围由斯特拉斯堡扩展至整个阿尔萨斯大区。2000年，“Radio Bleue”更名为“France Bleu”，2025年1月更名为“Ici Alsace”。

## 频率覆盖范围
- 下莱茵省
- 上莱茵省